# Вествил (Флорида)
Вествил (енгл. Westville) град је у америчкој савезној држави Флорида. По попису становништва из 2010. у њему је живело 289 становника.

## Демографија
Према попису становништва из 2010. у граду је живело 289 становника, што је 68 (30,8%) становника више него 2000. године.
| Група             | 2000.       | 2010.       |
| Белци             | 213 (96,4%) | 274 (94,8%) |
| Афроамериканци    | 0 (0,0%)    | 1 (0,3%)    |
| Азијати           | 1 (0,5%)    | 0 (0,0%)    |
| Хиспаноамериканци | 5 (2,3%)    | 5 (1,7%)    |
| Укупно            | 221         | 289         |